# Hilma Hooker
El Hilma Hooker es un naufragio en Bonaire un municipio especial de los Países Bajos en el Caribe. Es un sitio de buceo popular.

## Historial

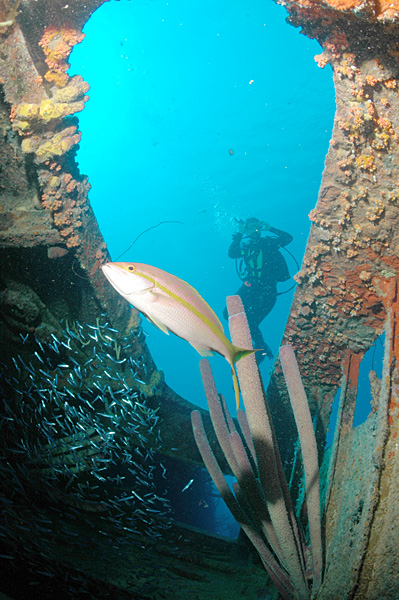
Buceo en el Hilma Hooker.

El buque fue construido en el astillero Van der Giessen de Holanda en Krimpen aan den IJssel, Países Bajos, para la compañía naviera Scheepvaart En Steenkolen Mij. N. V. Este se puso en marcha el 21 de mayo de 1951 y fue llamado Midsland. En 1964 el buque fue vendido a la Asociación de Comerciantes del Caribe de Panamá, y renombrado Mistral. Luego fue vendido de nuevo en 1967 a una Línea de Bahamas y renombrado William Express. El 18 de julio de 1975, el buque se hundió frente a Samaná, República Dominicana. Él fue reflotado y vendido a Benjamin Catrone de Panamá y rebautizado Anna C. El barco pronto fue vendido de nuevo siendo comprado en 1976 por el Seacoast Shipping Corp. de Panamá y rebautizado dórico Express. Finalmente, en 1979 fue vendida a la Compañía Naviera San Andrés en San Andrés, Colombia, y cambió su nombre por Hilma Hooker.
En el verano de 1984, el Hilma Hooker tuvo problemas de motor en el mar y fue remolcado hasta el puerto de Kralendijk, Bonaire. Ya estaba bajo la vigilancia de las agencias de aplicación de drogas. Atracado en el muelle de la ciudad, las autoridades locales abordaron el barco para una inspección, cuando su capitán fue incapaz de mostrar cualquiera de los documentos de registro necesarios. Un falso mamparo fue descubierto, y se encontró dentro unas 25.000 libras (11.000 kg) de marihuana. El Hilma Hooker y su tripulación fueron detenidos posteriormente, mientras que las autoridades locales en Bonaire buscaron propietarios del buque, que nunca fueron encontrados.
El propietario no vino a reclamar el barco y se mantuvo contra las muchas filtraciones hasta la mañana del 12 de septiembre de 1984, cuando el Hilma Hooker comenzó a llenarse de agua. En 9:08 a. m. se dio la vuelta en su lado de estribor y , en los próximos dos minutos, desapareció.
El pecio del naufragio se ha convertido posteriormente en una atracción para los buceadores.